# 普寂
普寂（ふじゃく、651年（永徽2年） - 739年10月1日（開元27年8月24日））は、中国の禅宗の僧であり、神秀を継いで北宗の二祖となる。諡は大照禅師。別名は華厳尊者。俗姓は馮。
蒲州河東県に生まれる。法華・唯識・律を学び、のち禅宗に転向し、荊州玉泉寺の神秀に師事する。中宗により、神秀の後を継いで両京の法主、三帝の国師に充てられる。法嗣は宏正（弘正）であるが、その他の弟子に最澄の師匠筋に当たる道璿ら多数がいる。

## 略歴
- 651年 蒲州河東県にて誕生
- 688年 洛陽で受戒
- 699年頃 神秀について嗣法
- 700年 武則天が神秀を洛陽に召し、普寂を度す
- 725年 玄宗の勅により洛陽の華厳寺（後に徳興唐寺）に止住する
- 739年 示寂。春秋89

## 思想
豊富な教学思想を背景に戒律を重視し、実践的な禅を確立して黄河流域で繁栄した。そのため、荷沢神会の非難を受けることとなった。

## 弟子
宏正（弘正、法嗣）、同光（700年 - 770年）、法玩（715年 - 790年）、道璿（701年 - 760年）、志空、一行

## 伝記
- 「大照禅師塔銘」（『全唐文』巻262）
- 『宋高僧伝』巻九「唐京師興唐寺普寂伝」
- 『旧唐書』「方技伝」